# Blue Waters Football Club
El Blue Waters, también conocido como Langer Heinrich Unión (LHU) Blue Waters por razones de patrocinio, es un club de fútbol de Namibia que participa en la Premier League de Namibia, la liga de fútbol más importante del país.

## Historia
Fue fundado en el año 1936 en la ciudad de Walvis Bay, siendo el equipo más viejo de Namibia. Ha sido campeón de liga en 4 ocasiones y cuenta, también, con una Copa de Namibia.
A nivel internacional ha participado en 3 torneos continentales, donde nunca ha pasado más allá de la primera ronda.

## Palmarés
- Premier League de Namibia: 4

1988, 1996, 2000, 2004
- NFA-Cup: 1

1994

## Participación en competiciones de la CAF
| Temporada | Torneo                      | Ronda      | Club                 | Casa  | Visita | Global  |
| --------- | --------------------------- | ---------- | -------------------- | ----- | ------ | ------- |
| 1996      | Copa CAF                    | Preliminar | Eleven Men in Flight | 3-1   | 2-4    | 5-5 (a) |
| 1996      | Copa CAF                    | 1          | Primero de Agosto    | 1-2   | 1-4    | 2-6     |
| 1997      | Liga de Campeones de la CAF | Preliminar | Notwane FC           | w.o.1 | w.o.1  | w.o.1   |
| 2005      | Liga de Campeones de la CAF | Preliminar | AS Aviação           | 2-1   | 0-3    | 2-4     |

1- Blue Waters abandonó el torneo.

## Jugadores destacados
- Rudolf Bester (2005–06)
- Wycliff Kambonde (2010-)
- Fillemon Kanalelo (1991–97)
- Athiel Mbaha (2003–06)
- Gottlieb Nakuta (2006-)
- Sydney Plaatjies (2000–06)
- Abisai Shiningayamwe (2005–06)
- Tugela Tuyeni (1999-04)